# Siwarak Tedsungnoen
Siwarak Tedsungnoen (Thai: ศิวรักษ์ เทศสูงเนิน; * 20. April 1984 in Nakhon Ratchasima), auch als Champ (Thai: ศิวรักษ์ แชมป์) bekannt, ist ein thailändischer Torwart.

## Karriere

### Verein
Das Fußballspielen erlernte Siwarak Tedsungnoen in Nakhon Ratchasima auf der Ratchasima Witthayalai School und beim Nakhon Ratchasima FC. Seinen ersten Vertrag unterschrieb er 2003 beim Bangkok Bank FC, der damals in der ersten Liga des Landes, der Thai Premier League, spielte. Über die Stationen BEC–Tero Sasana FC und TOT SC kam er 2010 zu Buriram United, wo er heute noch unter Vertrag steht.

### Nationalmannschaft
2007 spielte Siwarak Tedsungnoen einmal für die thailändische U-23-Nationalmannschaft.
Seit 2004 stand er 19-mal für die Nationalmannschaft von Thailand im Tor.

## Erfolge

### Verein
BEC-Tero Sasana FC
- Thailändischer Pokalfinalist: 2009

Buriram United
- Thailändischer Meister: 2011, 2013, 2014, 2015, 2017, 2018, 2021/22, 2022/23, 2023/24, 2024/25

- Thailändischer Vizemeister:2019, 2020/21

- Thailändischer Pokalsieger: 2011, 2012, 2013, 2015, 2021/22, 2022/23

- Thailändischer-Champions-Cup-Sieger: 2019

- Kor-Royal-Cup-Sieger: 2013, 2014, 2015, 2016

- Thailändischer Ligapokalsieger: 2011, 2012, 2013, 2015, 2016, 2021/22, 2022/23

- Thailändischer Ligapokalfinalist: 2019

- Mekong Club Championship: 2015, 2016

### Nationalmannschaft
Thailand U-23
Sea Games: 2007
Thailand
King’s Cup: 2017
Südostasienmeisterschaft: 2021